# Andreas Gruber
Andreas Gruber (Lienz, 29 giugno 1995) è un calciatore austriaco, attaccante del DAC Dunajská Streda.

## Carriera

### Club
Ha giocato nella prima divisione dei campionati austriaco e slovacco.

### Nazionale
Ha giocato nelle nazionali giovanili austriache Under-20 ed Under-21.